# Атанас Гунов
Атанас Н. Гунов (на английски: Athanas N. Gounov) e български философ, писател, композитор и музикален изпълнител (пиано, клавишни, ударни, вокал).
Името на Атанас Гунов е свързано с множество разнообразни творчески прояви. 
Като писател Гунов е автор на няколко книги. Сред тях се откроява философският роман-мистификация "Братът на Александър" (Изд. "Павлина Никифорова", София, 2000) ISBN: 9549834093. В своя предговор към книгата литературоведът Марин Бодаков я нарича "рядък дебют в литературата и хуманитаристиката".
В съвсем различно измерение се насочва книгата "Дарби на индивидуалния дух" (Изд. "Архимед", София, 2005), ISBN: 9547790587, която представлява поредица от необичайни тестове, определени от автора като "психо-спиритуални".
Освен на споменатите официално издадени книги Атанас Гунов е автор и на такива, които биха могли да бъдат окачествени като "виртуални издания".
В такова нестандартно "издание" съществува стихосбирката му "Метафизика на иронията", всяко от чиито кратки стихотворения е публикувано като отделна снимка, а всичките стихотворения във вид на снимки изграждат материала на една фейсбук страница като индивидуални постове.
Най-новата подобна нестандартна "книга" от Атанас Гунов е философският сборник "Духът на декадентството" от 2020 г., съдържащ множество откъси и цялостни текстове по философска антропология, писани между 1995 и 2015 г. Текстовете следват основните за цялото творчество на Гунов теми като тези за дарбата и упадъка. Сборникът е публикуван като "виртуално издание" в pdf-формат на официалния сайт на А. Гунов darba.net.
Освен книгите, отделни философски статии на Гунов са публикувани в списанието "Критика и хуманизъм". През 90-те години той сътрудничи и на едноименното издателство като редактор и преводач. Под негова редакция излизат едни от първите преводи на Жак Дерида в България - "Позиции" и "Вавилонски кули". Заедно с Д. Митов превежда от френски език сборника "Илюзията за края" от Жан Бодрияр.
Като композитор и музикант Атанас Гунов става известен със своя авторски албум от 1997 г. "The End of History" ("Краят на историята"), в който участват множество изтъкнати музиканти от българската джаз сцена към онзи момент - Антони Дончев, Христо Йоцов, Георги Дончев, Румен Тосков, Симеон Щерев, Стоян Янкулов, Теодосий Спасов, Васил Пармаков, Венцислав Благоев и Владимир Кърпаров. Самият Гунов също участва в албума като изпълнител - на пиано, клавишни и вокал. "Това е музика на интелектуалния диалог, която създава емоционален баланс" - пише за албума Екатерина Дочева във в. "Култура", брой 17 от 1 май 1998 г.
А. Гунов е автор и на други музикални албуми от 90-те години, които обаче са официално издадени само на касети, поради което днес са трудно откриваеми.
Такъв е концертният албум на ръководения от Гунов квартет Jazz Spoken - "Рилският скитник", записан на живо по време на концерт на групата през март 1992 г. в камерна зала "България". В концерта заедно с Гунов, който е на пианото, участват музикантите Васил Енчев (сопран саксофон), Венелин Кръстев (бас) и Веселин Георгиев (барабани).
След разпада на постоянната група на Гунов Jazz Spoken в края на 90-те участията му на музикалната сцена като изпълнител постепенно спират.
Най-скорошната публична изява на Гунов като композитор и изпълнител е неговото участие в албума "Венцислав Благоев представя български джаз композитори". В интервю за Джаз ФМ радио от 16.12.2015 г. тромпетистът Венцислав Благоев представя албума си с думите: "Преди 18 години Наско Гунов записа албум. Тогава в студио „Акустична версия“ събра цвета на българския джаз. (...) Малко след това ми дойде идеята със своя тромпет да обединя възможно повече не само музиканти, но и композитори. Защото са много талантливи и си струва да бъдат подкрепяни!" А. Гунов участва в албума с авторската си пиеса "Балада в Си-бемол" ("Sofia Nights"), която записва заедно с музикантите Мирослав Иванов (китара), Димитър Шанов (бас), Димитър Семов (ударни) и, разбира се, Венци Благоев като основен солист на тромпет и флюгелхорн. Самият Гунов участва в записа на пиано, клавишни и вокодер.
Музикалните изяви на А. Гунов в последните години са единствено публикации на отделни студийни записи на своя импровизирана музика под псевдонима Vocoder Man.
Други творчески прояви на Атанас Гунов извън музиката, литературата и философията могат да се открият в различни негови страници във „Фейсбук“ и „Ютюб“, където публикува художествена фотография, видеография, синкретични художествени форми и произведения на концептуалното изкуство.